# Dorfkirche Seefeld (Werneuchen)

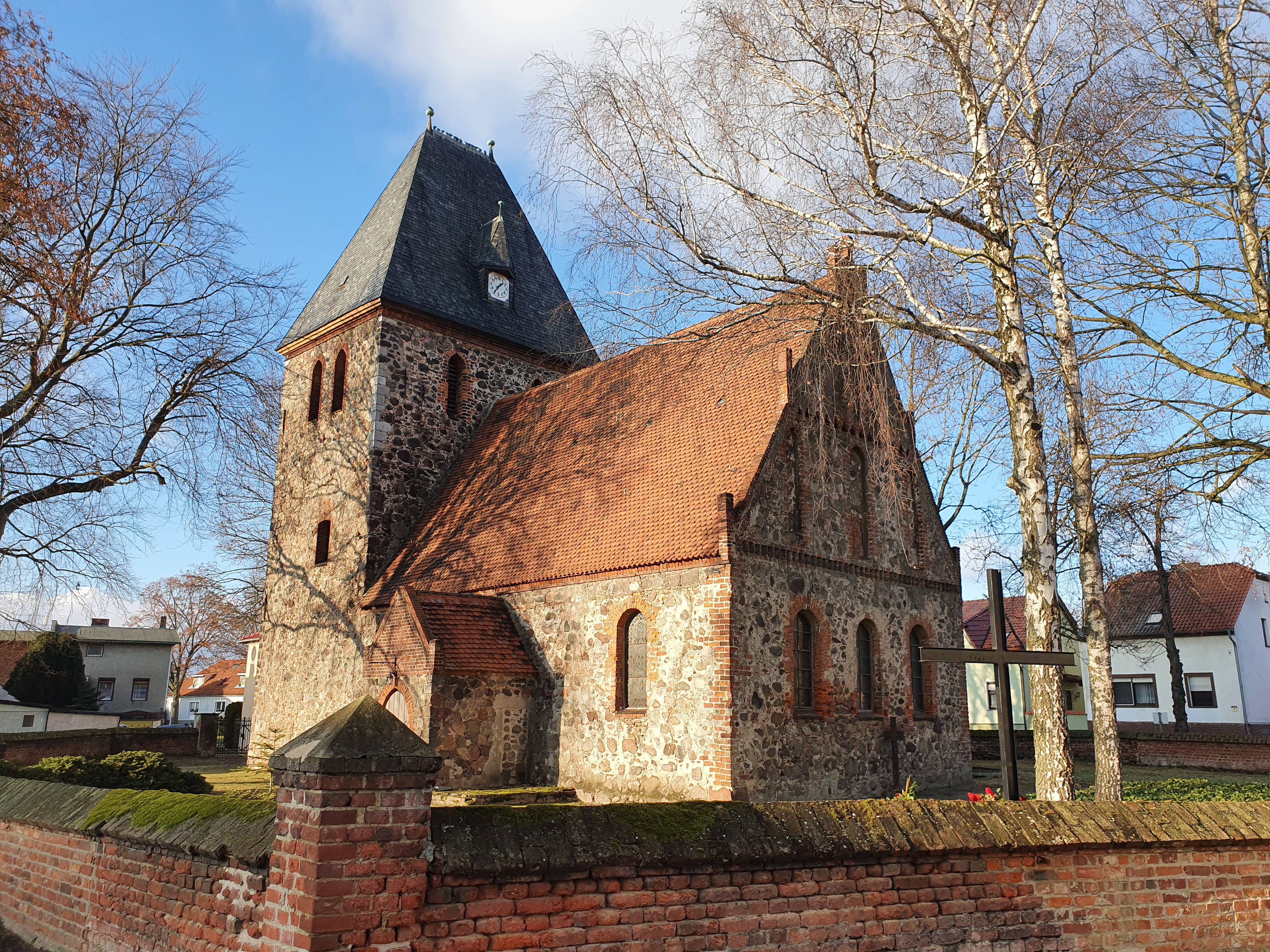
Dorfkirche Seefeld, Südostansicht

Die Dorfkirche Seefeld ist ein Kirchengebäude im Ortsteil Seefeld der Stadt Werneuchen im Landkreis Barnim  des deutschen Bundeslandes Brandenburg. Die Kirchengemeinde gehört zum Kirchenkreis Barnim der Evangelischen Kirche Berlin-Brandenburg-schlesische Oberlausitz.

## Architektur

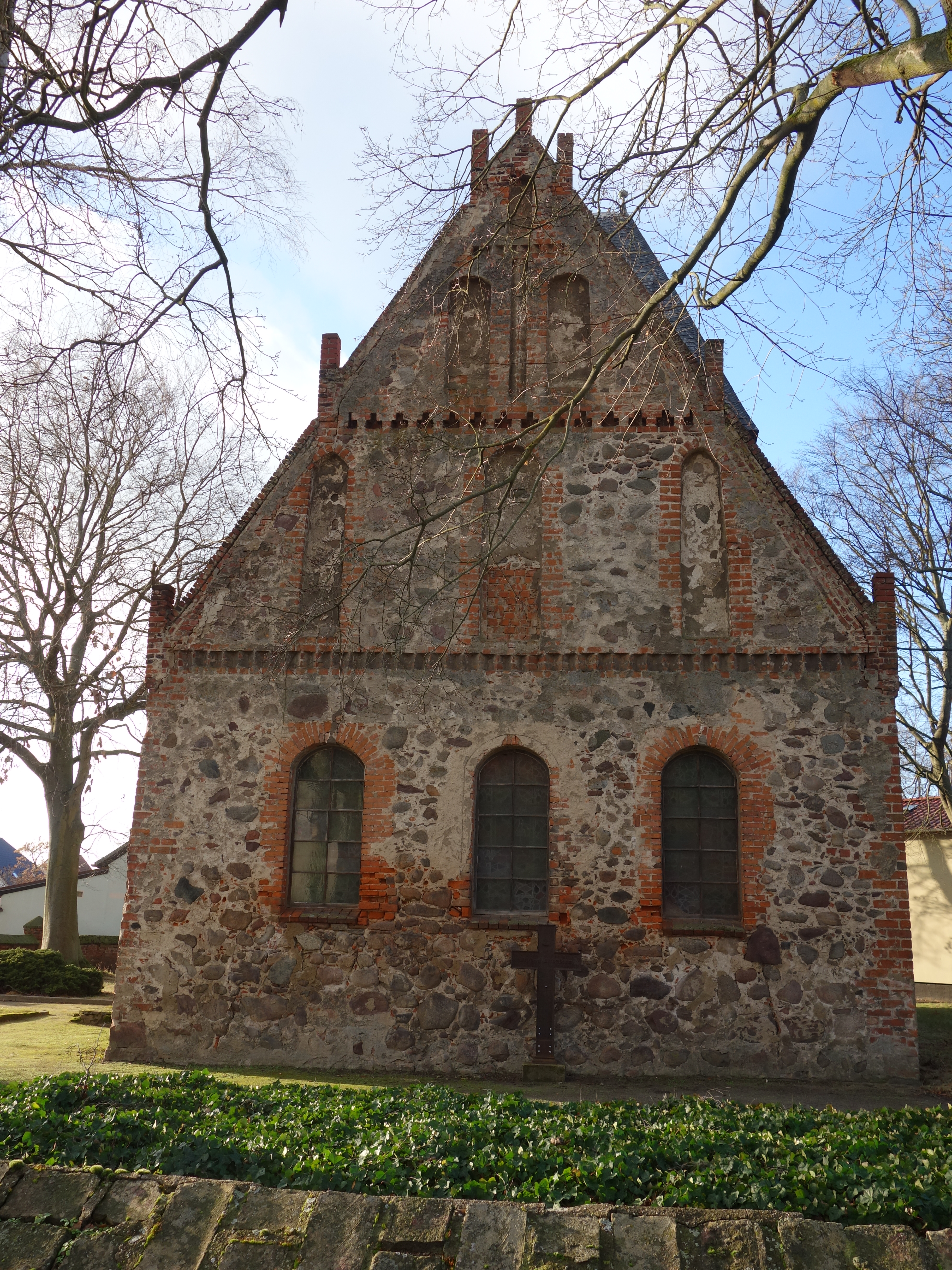
Ostgiebel mit Fensterblenden, Fialen und Zahnfriesen

Das insgesamt 22 m lange Bauwerk ist ein spätgotischer Saalbau aus dem 14. Jahrhundert. Westlich des 15 m langen und 10 m breiten Kirchenschiffs aus grobem Feldsteinmauerwerk erhebt sich ein schiffsbreiter Querturm mit hohem Walmdach. Der fialenbesetzte Ostgiebel aus dem 15. Jahrhundert weist drei Reihen Spitz- und Flachbogenblenden auf, die durch Zahnfriese getrennt sind.
Das Gebäude wurde im 19. Jahrhundert und von 1908 bis 1910 renoviert. Dabei wurden fast alle Öffnungen erneuert und die Gewände der Fenster in Backstein gefasst. Vor dem südlichen Spitzbogenportal wurde eine Vorhalle errichtet.  

## Innengestaltung
Der Innenraum ist durch die Erneuerung 1908/10 geprägt. Die Decke ist eine segmentbogige Holztonne mit vegetabiler Ornamentmalerei. Die Wandmalerei sowie die Glasfenster der Ostwand zeigen Darstellungen von Kreuzigung, Auferstehung und Himmelfahrt. Das Taufbecken in Pokalform ist aus Kalkstein und mit 1597 datriert.